# NGC 5122
NGC 5122 (również PGC 46848) – galaktyka spiralna (S?), znajdująca się w gwiazdozbiorze Panny. Odkrył ją Lewis A. Swift 24 kwietnia 1887 roku.